# Barrevik
Barrevik är en mindre ort i Morlanda socken på Orust. Den ligger vid havet, 11 km söder om Ellös och 5 km norr om Mollösund.